# Overakker-complot
Het Overakker-complot was de naam van een vermeend complot door het Nederlands-Indisch verzet tegen de Japanners op Sumatra tijdens de Tweede Wereldoorlog. De gebeurtenis is vernoemd naar generaal-majoor Roelof Overakker die samen met Vic Gosenson door de Japanners beschouwd werden als de leider achter het complot en na een rechtszaak voor het vuurpeloton werden gebracht.

## Geschiedenis

### Achtergrond
Na de Japanse aanval op Pearl Harbor had Nederland de dag daarop aan Japan de oorlog verklaard. Nederlands-Indië was vanwege de aanwezigheid van grondstoffen een aantrekkelijk doelwit voor Japan. Op 17 december 1941 begon de Japanse aanval op Nederlands-Indië met de Slag om Borneo en eindigde officieel op 9 maart 1942 met de overgave van het KNIL, hoewel her en der kleine groepjes de strijd gewapend probeerden voor te zetten. Op Midden-Sumatra hadden majoor-generaal Roelof Overakker en Vic Gosenson besloten om over te gaan op een guerrillaoorlog, maar werden door de lokale bevolking zodanig tegengewerkt dat zij zich na drie weken alsnog overgaven.

### Nieuwe Japanse bevelhebber
Na de inname van de kolonie ging het nieuwe Japanse militaire bestuur snel over tot "Japanisering" van de samenleving. De Kempeitai en verschillende Indonesische burgermilities speelden daar een belangrijke rol in. Nederlands spreken werd nog maar beperkt toegestaan en de Europese bevolking werd in kampen geïnterneerd, om te voorkomen dat zij pogingen zouden doen de oude machtsstructuren te herstellen.
Veel Nederlanders in Indië, waaronder Overakker, geloofden dat de ongemakken maar van relatief korte duur zouden zijn, omdat de geallieerden snel pogingen zouden doen om Nederlands-Indië te bevrijden. Overakker instrueerde in de eerste weken na de capitulatie zijn ondergeschikten om zoveel mogelijk belangrijke informatie te verzamelen die van pas zou komen wanneer de geallieerden landen. Ook moest er een organisatie worden opgezet om de vrouwen in de kampen te verzorgen. Overakker verwachtte terecht dat de Indo-Europese militairen snel zouden worden vrijgelaten en gaf hun de opdracht werk te zoeken in de omgeving van de kampen en zich te verenigen wanneer de geallieerde landing een feit was.

### Verzetsactiviteiten
Overakkers collega Vic Gosenson – hij was territoriaal commandant op Noord-Sumatra (Atjeh) geweest – wilde een guerrilla voeren tegen de Japanse bezetter, zelfs nog voordat de geallieerden geland waren. Overakker en Gosenson werden echter kort na de capitulatie naar Formosa, het huidige Taiwan, overgebracht waar ze samen met een aantal hoge Amerikaanse en Britse officieren werden ondergebracht. Dit gezelschap stond bekend onder de naam de Special Party.
Overakker had het bevel overgedragen aan twee reserveofficieren, te weten Klaas ten Velde en Cornelis Woudenberg. Zij waren niet de hoogste in rang, maar werden door Overakker wel als het meest geschikt geacht. Om te voorkomen dat zijn bevel in twijfel werd getrokken door andere hoge Nederlandse officieren stelde Overakker het op schrift.
Na het vertrek van Overakker en Gosenson werden er drie verzetskernen georganiseerd, in Atjeh en aan de west- en oostkust van Sumatra. Deze verzetskernen functioneerden min of meer onafhankelijk van elkaar. De schatting is dat er zo'n zeshonderd militairen en 250 andere personen betrokken waren bij het verzet. De meeste waren van Europese en Indo-Europese afkomst, maar ook KNIL-soldaten van Molukse, Menadose en Timorese afkomst waren actief binnen het verzet
De aard van het verzet was totaal anders dan in het bezette Nederland. De belangrijkste reden daarvoor was de internering van de Europese bevolking. Er werden wel wapens verzameld, maar van gewapend verzet kwam het niet. Een verzetsgroep bestaande uit ongeveer zeventig man onder leiding van luitenant Henri van Zanten wist het Japanse leger wel bijna een jaar bezig te houden door zich in de bossen van Takengon te verbergen en steeds te verplaatsen. Na verloop van tijd vielen zij toch in handen van de Kempetai.
Andere groepen hielpen de gevangenen in de kampen. Zij smokkelden medicijnen, voedsel en berichten naar binnen. Ook waren er in meerdere kampen radio's naar binnen gesmokkeld, waarmee naar uitzendingen van de BBC werd geluisterd, hoewel dat streng verboden was. In opdracht van Ten Velde werd in een kamp een zendinstallatie gebouwd, maar er werd nooit een reactie ontvangen van de geallieerden.

### Opgespoord en berechting
Het verzetswerk was uitermate riskant, omdat de Japanners erg beducht waren op een mogelijke vijfde colonne. Zij vermoedden dat er op Sumatra een groot verzetsnetwerk actief was onder de naam Sapoe Tangan Merah ("De Rode Zakdoek"). Dit zou het herkenningsteken zijn. De Japanners waren er niet van op de hoogte dat het onder de Molukkers een animistisch gebruik was om een rode zakdoek te dragen. Bovendien waren hun opsporingstechnieken zeer efficiënt. Ze beschikten over een groot netwerk van verklikkers onder de burgerbevolking. Vanaf januari 1943 werden veel verzetsmensen in het noorden van Sumatra opgepakt. Door de agressieve ondervragingen leidde dit vervolgens weer tot nieuwe arrestaties.
Tijdens een doorzoeking bij Ten Velde en Woudenberg in kamp Gloegoer in mei 1943 vond de Kempeitai de schriftelijke order van Overakker. Zij dachten daardoor dat hij de spil was in een groot complot. Twintig personen uit Overakkers directe omgeving werden opgepakt, veelvuldig verhoord en mishandeld. Overakker en Gosenson werden vanuit Formosa naar Sumatra overgebracht. In de periode daarna volgde een nieuwe golf van arrestaties. Tegen eind 1944 waren meer dan honderd – al dan niet vermeende – leden van het verzet berecht, waarvan de helft ter dood veroordeeld werd.
Overakker en Gosenson zaten meer dan een jaar vast in Fort de Kock. Er vond een uitgebreid onderzoek plaats. Dat was bijzonder, want meestal voltrekken de Japanners straffen zonder enige vorm van proces vooraf. Op 9 januari 1945 werden beide militairen in de rechtszaal vanwege verzetsactiviteiten en spionage ter dood veroordeeld. Het vonnis werd vrijwel direct daarna voltrokken.
Azië in de Tweede Wereldoorlog · Verovering van Nederlands-Indië door Japan · Japanse bezetting van Nederlands-Indië · Invasie van Sumatra in 1942 · Verovering van Atjeh door Japan · Strijd om Palembang · Slag om Borneo · Slag om Balikpapan · Verovering van Bandjermasin (1942) · Strijd om Tarakan (1942) · Strijd om Tarakan (1945) · Strijd om Borneo (1945) · Strijd om Noord-Borneo · Strijd om Balikpapan (1945) · Slag in de Straat van Soenda · Eerste Slag in de Javazee · Tweede Slag in de Javazee · Slag om Java · Slag in de Straat Badoeng · Strijd om Celebes · Guerrillaoorlog van het Indische leger op Nieuw-Guinea · Overakker-complot · Nederlandse verzets- en guerrillagroeperingen in Nederlands-Indië · Slag bij Straat Makassar · Slag bij Manado · Slag om Ambon · Japanse bezetting van Saparoea · Slag om Timor · Verovering van de Riau-archipel · Aanval op Broome · Laatste vlucht van KNILM PK-AFV  · Strijd om Soerabaja (1945)